# Morgan Hamm
Morgan Carl Hamm (Washburn, 24 de setembro de 1982) é um ginasta estadunidense que compete em provas de ginástica artística pelos Estados Unidos.
Filho de Sandy e Cecily Hamm, Morgan é gêmeo do também ginasta, Paul Hamm. Entre suas maiores conquistas estão as medalhas de prata por equipes nos Jogos Olímpicos de Atenas e no Campeonato Mundial de Anaheim. Após abandonar o desporto, retornou em 2007. Em 2008, fora pego no exame antidoping, devido a ingestão de um anti-inflamatório, que continha uma substância proibida. Classificado para as Olimpíadas de Pequim, Morgan não pôde disputá-las, devido a uma lesão no joelho.